# Robert French
Robert Edward French (Sydney, 30 april 1918 – 1 juli 2006) was een Australische zeiler. Hij streed voor Australië op 3 Olympische Spelen, in 1948 bij de Olympische Zomerspelen in de Firefly klasse, en in 1956 en 1960 in de Star klasse.